# 1996-os UEFA-bajnokok ligája-döntő
Az 1996-os UEFA-bajnokok ligája-döntő az európai labdarúgó-klubcsapatok legrangosabb tornájának 4., jogelődjeivel együttvéve a 41. döntője volt. A mérkőzést 1996. május 22-én  a római Olimpiai Stadionban játszották.
A döntőben az olasz Juventus és a címvédő holland AFC Ajax találkozott. A mérkőzést 1–1-es rendes játékidőt és hosszabbítást követően tizenegyesrúgásokkal 4–2 arányban a Juventus nyerte meg.

## A mérkőzés
| 1996. május 22. 20:30 |

| Ajax                            | 1–1 (h. u.)                 | Juventus                          |
| ------------------------------- | --------------------------- | --------------------------------- |
| Litmanen 40'                    | (1–1, 1–1, 1–1) Jegyzőkönyv | Ravanelli 12'                     |
| Büntetőpárbaj                   |                             |                                   |
| Davids Litmanen Scholten Silooy | 2–4                         | Ferrara Pessotto Padovano Jugović |

| Olimpiai Stadion, Róma Nézőszám: 67 000 Játékvezető: Manuel Díaz Vega (spanyol) |

| Ajax | Juventus |

| GK             | 1  | Edwin van der Sar    |
| RB             | 2  | Sonny Silooy         |
| SW             | 3  | Danny Blind (C)      |
| CD             | 4  | Frank de Boer 68'    |
| LB             | 5  | Winston Bogarde      |
| CM             | 6  | Ronald de Boer 91'   |
| RW             | 7  | Finidi George        |
| CM             | 8  | Edgar Davids         |
| ST             | 9  | Nwankwo Kanu         |
| AM             | 10 | Jari Litmanen        |
| LW             | 11 | Kiki Musampa 46'     |
| Cserék:        |    |                      |
| GK             | 12 | Fred Grim            |
| MF             | 13 | Arnold Scholten 68'  |
| MF             | 14 | Dave van den Bergh   |
| FW             | 15 | Patrick Kluivert 46' |
| MF             | 16 | Nordin Wooter 91'    |
| Vezetőedző:    |    |                      |
| Louis van Gaal |    |                      |

| GK             | 1  | Angelo Peruzzi         |
| CD             | 2  | Ciro Ferrara           |
| LB             | 3  | Gianluca Pessotto      |
| RB             | 4  | Moreno Torricelli      |
| CD             | 5  | Pietro Vierchowod      |
| CM             | 6  | Paulo Sousa 57'        |
| CM             | 7  | Didier Deschamps       |
| CM             | 8  | Antonio Conte 44'      |
| FW             | 9  | Gianluca Vialli (C)    |
| FW             | 10 | Alessandro Del Piero   |
| FW             | 11 | Fabrizio Ravanelli 77' |
| Cserék:        |    |                        |
| GK             | 12 | Michaelangelo Rampulla |
| DF             | 13 | Sergio Porrini         |
| MF             | 14 | Vladimir Jugović 44'   |
| MF             | 15 | Angelo Di Livio 57'    |
| FW             | 16 | Michele Padovano 77'   |
| Vezetőedző:    |    |                        |
| Marcello Lippi |    |                        |